# Iglesia de la Asunción de la Virgen (Vallibona)
La iglesia parroquial de la Asunción de la Virgen se sitúa en el municipio de Vallibona, en la provincia de Castellón. Es una construcción del siglo XIII, ejemplo excelente de templo de los llamados «De Reconquista» de estilo gótico valenciano que se reviste de barroco en el siglo XVI. Dispone además de una techumbre mudéjar única en su significativa decoración polícroma. También es de gran calidad y belleza el revestimiento barroco que enmascara su arquitectura original.

## Descripción
La iglesia es de una sola nave, rectangular, con capillas laterales dispuestas entre contrafuertes. Consta de seis tramos, de los que algunos son trapezoidales, que van adaptando el rectángulo inicial a las curvas de nivel del terreno.. El tramo de los pies es el de mayor profundidad, lo que permite alojar un coro de cierta amplitud. 
La nave se cubre con una bóveda de cañón con lunetos. El tramo de los pies con una cúpula oval rebajada que se apoya en el arco fajón de la nave y en pechinas dispuestas en el testero de los pies. Las capillas se cubren con bóvedas de cañón excepto la cuarta del lado de la epístola que lo hace con una cúpula sobre pechinas. 
Sobre las bóvedas tabicadas, puede verse, descansando en arcos diafragma de piedra, de trazado apuntado, la techumbre medieval. Esta dispone de dos vertientes. Se conserva intacto el faldón correspondiente al lado de la epístola. El faldón correspondiente al lado del evangelio y la artesa fueron desmontados, a comienzos del presente siglo, con el objeto de formar una nueva cubierta de mayor altura y amplitud que cobija a la añadida capilla de la Comunión. El viguerío y la tablazón proceden en gran parte de la techumbre desmontada. La techumbre es de madera de pino policroma. La pintura, que conserva un vivo colorido, está aplicada sobre una base al temple y debió pintarse en taller y armarse posteriormente, ya que algunas piezas descabaladas muestran como fueron recortadas, una vez pintadas, para situarlas en su lugar. 
La iglesia tiene dos accesos. La entrada situada a los pies está formada por un arco rebajado y moldurado que es del arte de los siglos XV o XVI. La entrada lateral es más antigua ya que conserva una portada de tradición románica. 
Alrededor de la nave se disponen diversas construcciones dependientes de la parroquia: tras la crujía que aloja el presbiterio se sitúa la sacristía y sobre esta un desván almacén. Al lado del evangelio, junto a la cabecera, se añade la capilla de la Comunión, que es de planta rectangular y se cubre con una bóveda de cañón tabicada. En el mismo lado, a los pies, está situada la torre campanario. Esta es de planta cuadrada, consta de dos cuerpos y se remata con un capitel, de planta octogonal de teja, presentando en su conjunto una imagen mudéjar. A los pies de la iglesia, junto a la torre, se sitúa la casa abadía. Por último en su fachada al sur se añade un porche que protege la entrada lateral y cubre el callizo que rodea la iglesia por ese lado. Al porche se accede a través de dos arcos apuntados situados en los extremos del cobertizo.